# 160
El año 160 (CLX) fue un año bisiesto comenzado en lunes del calendario juliano, en vigor en aquella fecha.
En el Imperio romano el año fue nombrado el del consulado de Atilio y Vibio, o menos frecuentemente, como el 913 ab urbe condita, siendo su denominación como 160 a principios de la Edad Media, al establecerse el anno Domini.

## Acontecimientos
- Reinado de Hatra en Mesopotamia (160-240).

### Religión
- Los primeros monjes budistas llegan a China.
- Herejía del frigio Montano.

## Arte y literatura
- Antonino Pío embellece Nîmes, su villa de origen, reconstruyó Narbona y engrandeció la red de calzadas de la Narbonense.
- Templo de Cibeles en Lyon.
- Apiano escribe Ρωμαικα, la Historia romana, en la que incluye la historia de cada nación conquistada hasta el momento de su conquista.
- El escritor griego Luciano de Samósata escribe Historias verdaderas, una parodia en la que se narra por primera vez en la literatura occidental un viaje a la Luna.[1]

## Ciencia y tecnología
- En Roma, comienza la manufactura de jabón conteniendo grasa, limo y cenizas.

## Nacimientos
- General de Shu, Guan Yu.